# A Liverpool FC története

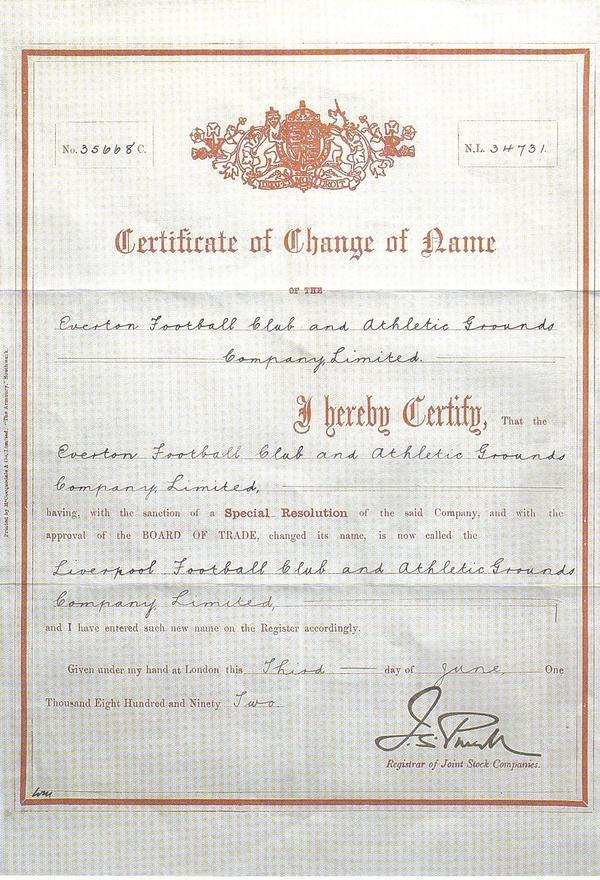
A Liverpool FC név felvételét tanúsító irat 1892-ből

A Liverpool Football Club az angol futball történetének egyik legsikeresebb labdarúgó csapata, melyet 1892. március 15-én alapítottak. Jelenleg az első osztályban szerepel. Hazai, első osztályú bajnoki címeik számát tekintve 19-szeres bajnokok, legutóbbi címüket a 2019-20-as idényben szerezték. A csapat 8-szores FA-kupa-győztes, 9-szeres Ligakupa-győztes, valamint 15-szörös Szuperkupa-győztes. Az összes eddig szerzett trófeáit figyelembevéve kijelenthető, hogy holtversenyben a legsikeresebb klub Angliában (a Manchester United jelenleg - 2022-es év - 66 és a Liverpool FC is 66 címmel büszkélkedhet). A Liverpool FC nemzetközi kupákat tekintve a legsikeresebb angol csapatnak számít. Egy angol klub sem nyert több nemzetközi trófeát, mint a 'Pool (14 címükkel, melyből 6 BEK/Bajnokok Ligája és 3 UEFA-kupa-győzelem, magasan csúcstartók az egész Egyesült Királyságban).
A „Vörösök” becenévre hallgató egyesület hosszú útja még a 19. században kezdődött, hogy a huszadik század második felében, kitörve a provinciális kiscsapat szerepköréből meghódítsák Európát, bejárják a mennyet – és két alkalommal – a poklot is. Az egyesület története során számos dicső győzelmet, csúfos vereséget és tragédiát is megélt, de mindig talpra állt, és még most, a huszonegyedik században is a világ egyik legnépszerűbb labdarúgó egyesülete.
Székhelyük a liverpooli Anfield Stadion, mely 45 276 fő befogadására képes. A Liverpool FC himnusza a You’ll Never Walk Alone (Sosem leszel egyedül); a szurkolók híresek kitartásukról, az Anfielden teremtett hangulatot még az ellenfelek is elismerik. A liverpooliak népszerű dala még többek között az ír válogatott himnuszának, a The Fields of Athenry-nek átirata, a The Fields of Anfield Road.

## A korai évek
Az első Liverpool Football Club 1857-ben alakult, de az általuk játszott sport szabályai leginkább a futballtól ekkor még el nem különült rögbiéhez hasonlított. A világ egyik legöregebbnek tartott rögbi egylete végül egyesült egy másik csapattal és felvették a Liverpool St. Helens FC nevet. A jelenleg is működő egyesületnek semmi köze a modern Liverpool FC-hez.
Az Everton FC-t 1878-ban alapították és 1884-től játszották a mérkőzéseiket az Anfieldon. 1891-ben a pálya haszonbérlője, a város későbbi polgármestere, John Houlding megvásárolta a terület jogait. Mivel az általa kért bérleti díjak az 1884-es 100 fontról 1890-re 250 fontra emelkedtek, az Everton vezetői a távozás mellett döntöttek és átköltöztek a Stanley Park túloldalára, a Goodison Parkba. Houldingnak maradt egy pályája, de nem volt hozzá csapata, amelyik játszott volna rajta, mindössze három labdarúgó voksolt a maradás mellett. Úgy döntött, hogy saját klubot alapít, és mivel az elhatározást hamarosan tett követte, ezért 1892. március 15-én megszületett a Liverpool Football Club. Érdekes epizód az egyesület történetében, hogy a sértett Houlding eredetileg az Everton FC nevet jegyeztette be az új csapatának Londonban, de a Kereskedelmi Minisztérium követelése miatt 1892. június 3-án – egy barátja tanácsára – a Liverpool Football Club & Athletic Grounds névre változtatta azt. Az igazgatóvá kinevezett, egyben a menedzseri posztot is betöltő John McKenna egyből munkához is látott, elutazott Skóciába, ahol tizenhárom profi játékost szerződtetett a klubnak. A csapatot sokáig „team of the Macs”-nek (Mac-ek csapata) nevezték a kortársak, hiszen a tizenhárom friss igazolás közül nyolc játékosnak is „Mc” előtaggal kezdődött a vezetékneve.

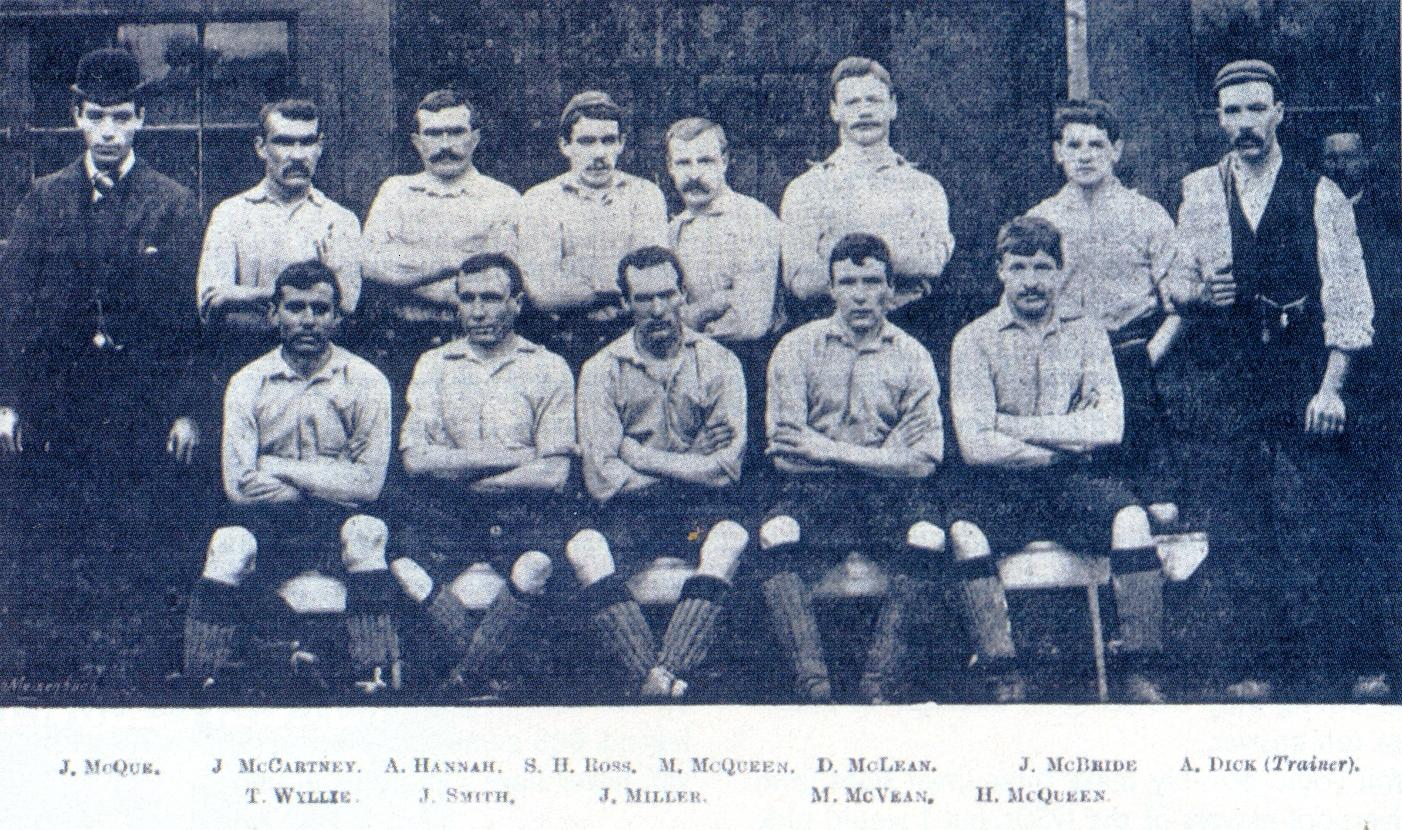
A "Team of the Macs", 1892.

Houlding ambiciózus terve viszont, hogy új csapatát egyből elindíthassa a Futball Ligában, megbukott, az FA elutasította a Liverpool jelentkezését. Így végül, egy hazai barátságos mérkőzésen, a Rotherham Town ellen elért 7–1-es győzelem után, 1892. szeptember 1-jén, a Lancashire Ligában kezdte meg a menetelését a Liverpool, egyből egy 8–0-s győzelemmel a Higher Walton ellen. Az egyesület első tétmérkőzésen elért gólját Malcolm McVean szerezte. Történelmének első szezonját a csapat lancashire-i bajnokként zárta, és miután az első „Merseyside derby”-n 1–0 arányban megverte az Evertont és a Bootle FC ellenében elhódította a Liverpool Senior Cup-ot, a Liverpool FC – a Woolwich Arsenallal egyetemben – bebocsátást nyert a Futball Ligába.
McVean szerezte az egyesület első ligagólját is a Middlesbrough Ironopolis elleni 2–0-s siker alkalmával, a csapat pedig veretlenül zárva az idényt, melynek során egy tesztmérkőzésen hasonló arányban legyőzte a Newton Heath-et (mai nevén Manchester Unitedet) is, a másodosztály bajnokaként feljutott az élvonalba.
A Sunderlanddel háromszoros bajnok menedzser, Tom Watson érkezésével egy időben cserélték le a klub színeit is, az addigi kék-fehér összeállítást felváltotta a híres vörös-fehér kollekció. 1901-ben pedig a skót válogatott Alex Raisbeck első Liverpool csapatkapitányként a magasba emelhette a Futball Liga trófeáját. Miután 1906-ban újabb bajnokságot nyert a csapat – az Everton pedig az FA-kupát hódította el – , szükségessé vált a stadion kibővítése is, ekkor egy hatalmas, meredek lelátót emeltek a déli kapu mögötti részen. A létesítmény a keresztségben Spion Kop nevet kapta, az egyesület így állított emléket a második búr háború során, 1900-ban megvívott ütközet áldozatainak, hiszen a lancashire-i ezred 300 halottjának nagy része liverpooli volt.
A Liverpool 1914-ben jutott be először az FA-kupa döntőjébe, ez volt az utolsó ilyen mérkőzés, amit a Crystal Palace Nemzeti Sportcentrumban rendeztek és az első, amelyiken a mindenkori uralkodó – jelesül V. György – megjelent. A meccset a Burnley nyerte 1–0 arányban. A csapat érintett volt az angol futball egyik legelső, 1915-ös fogadási botrányában is, a végeredmény befolyásolása miatt több Liverpool és Manchester United játékost is eltiltottak, igaz a büntetést 1919-ben végül feloldották. A csapat viszont hamarosan ismét az élre tört, 1921–22-ben, majd 1922–23-ban ismét az Anfieldra költözött a bajnoki trófea, ekkor már az angol válogatott középhátvéd, Ephraim Longworth volt a csapatkapitány.

## George Kay (1936–1951)
Sikerei: bajnoki cím (1947)
A Southamptontól elcsábított George Kay 1936 júniusában követte a menedzseri poszton az onnan egészségügyi okok miatt távozó George Pattersont. Kay liverpooli karrierje nem éppen a legsikeresebben kezdődött, hiszen az irányítása alatt álló csapat a bajnokság első tizenkét mérkőzésén mindössze három győzelmet és négy döntetlent gyűjtött be. A vesszőfutás során az egyesület hatalmas pofonokba szaladt bele, 6–2-re kapott ki a Fratton Parkban a Portsmouth-tól, 5–2-re pedig a Brentfordtól. Az egyetlen szépségtapaszt a Grimsby Town legázolása (7–1) jelentette, többek közt Fred Howe két góljának köszönhetően. A szezon előrehaladtával is csak alig javultak az eredmények, így a Liverpool Kay első szezonja végén csak a tizennyolcadik helyen zárta a Divison One küzdelmeit.
A nyitónapon, a Chelsea otthonában elszenvedett 6–1-es vereség ellenére az 1937–38-as idényt már a középmezőnyben fejezte be a csapat, Alf Hanson pedig gólkirály lett a maga 14 góljával. A következő szezonban a Liverpool ismét a tizenegyedik helyet szerezte meg a táblázaton, Berry Nieuwenhuys, Willie Fagan és Phil Taylor pedig megosztott gólkirályi címnek örvendhettek, 14-14 találattal.
Felkészülésként a következő évi pontvadászatra, Kay ingyen leigazolta a Bishop Auckland fiatal védőjét, Bob Paisleyt, csakúgy, mint egy másik későbbi liverpooli legendát, Billy Liddellt (őt a Lochgelly Violettől csábította el), de mindkettőjük fényesnek ígérkező karrierjét megszakította az időközben kitörő második világháború.
A világégés után a vezetőség egy szokatlan lépésre szánta el magát: a Liverpool az Egyesült Államokba és Kanadába ment túrázni. Kay elmélete az volt, hogy az észak-amerikai klíma és a diéta jó hatással lesz a játékosokra. Az alig egy hónap alatt lejátszott tíz mérkőzésnek köszönhetően a Liverpool kerete látványosan jobb erőállapotban kezdte meg az első háború utáni szezont, mint a legtöbb vetélytársa.
A bajnokság ettől függetlenül lassan indult be, az első hét mérkőzésen a négy győzelem mellé három vereség is becsúszott. A diadalmas meccsek sorába tartozott a Chelsea elleni összecsapás szeptember 7-én, amelyen végre bemutatkozhatott ligameccsen Bob Paisley, valamint ekkor szerezte meg első bajnoki gólját Billy Liddell is. A vereségek közül a legsúlyosabb a Manchester United ellen idegenben elszenvedett 5–0 volt (a mérkőzést a Maine Roadon rendezték). De a dolgok hamarosan jobbra fordultak, és – többek közt – a február–március során zsinórban aratott hét győzelemnek köszönhetően a csapat egyre inkább közelebb került a bajnoki címhez.
Az egylet nagy menetelést mutatott be az FA-kupa küzdelmei során is, végül csak az elődöntőben, megismételt meccsen tudta két vállra fektetni őket a Burnley. Az idény végén a Lancashire Senior Cup, a Lancashire Megyei Egyesített Bajnoki Kupa és a Liverpool Senior Cup is az anfieldi vitrinbe került.
A bajnokság végéhez közeledve még több csapat is harcban állt a végső győzelemért, két fordulóval a zárás előtt a Liverpool (53 pont) csak a negyedik helyen állt az egyaránt 54 pontos Wolverhampton Wanderers és Manchester United, valamint az 53 pontos Stoke City mögött, így az utolsó két idegenbeli mérkőzésen (az Arsenal és az éllovas Wolverhampton otthonában) nem volt elég a győzelem, a többi mérkőzés kimenetelére is figyelni kellett. Végül sikerült mind a két mérkőzést abszolválni, míg az egyéb eredmények is kedvezően alakultak, így 1947 végén ötödször is bajnoki címet ünnepelhettek a Vörösök.
A bajnokság gólkirályi címét Jack Balmer és Albert Stubbins megosztva szerezte meg, végképp megkoronázva az idényt. Ők továbbra is félelmetes gólvágóknak bizonyultak Kay regnálása idején, de a csapat képtelen volt ezután a bajnoki trófea közelébe férkőzni, a következő három szezont egyaránt a tabella első felének alján zárta a Liverpool. 1950-ben, harminchat év után először sikerült elérni az FA-kupa döntőjét, de a Vörösök első látogatása a Wembleyben egy 2–0-s kudarccal zárult, az Arsenallal szemben.
Ekkorra világossá vált, hogy Kay nem a megfelelő ember, végül 1951 januárjában Don Welsh váltotta a padon.

## Don Welsh (1951–1956) és Phil Taylor (1956–1959)
A helyettes kiválasztása nem bizonyult a legsikeresebbnek, hiszen Welsh alatt a csapat már az 1952–53-as idényében is a várakozások alatt teljesített, mindössze az utolsó fordulóban, a Chelsea ellen aratott győzelemnek volt köszönhető, hogy sikerült meghosszabbítani az első osztályú tagságot.
De ez sem tartott sokáig, hiszen 1954 áprilisában, a Liverpool szurkolói szomorúan könyvelhették el, hogy csapatuk, ötven év után, a bajnokság utolsó helyezettjeként kénytelen búcsút venni az élvonal küzdelmeitől. A fájdalmukat tovább erősíthette, hogy a városi rivális Everton éppen ekkor jutott vissza az első divízióba.
Egy közepesen sikerült másodosztályú szezon után 1956-ban felcsillant a gyors visszatérés reménye, de a csapat végül csak a harmadik helyen végzett, és ezt már a vezetőség sem tolerálta tovább, Welsh-nek mennie kellett. Gérard Houllier 2004-es kirúgásáig ő volt az egyetlen Liverpool menedzser, akit menesztettek állásából, de ő ezt már nem érhette meg, 1990-ben azzal a tudattal halt meg, hogy ő a Vörösök történetének egyetlen kirúgott edzője.
Utódja, Phil Taylor viszont egészen másról híresült el, ő az egyetlen olyan Liverpool menedzser lett, aki soha nem ülhetett a Vörösök kispadján első osztályú mérkőzésen. Bár a csapat mindvégig a másodosztály éllovasai közé tartozott, három szezon után Taylor belátta, hogy a feljutás elérése túl nagy falat neki és 1959 novemberében beadta lemondását. Utódjával egy teljesen új korszak vette kezdetét az egyesületnél.

## Bill Shankly (1959–1974)
Sikerei: bajnoki cím (1964, 1966, 1973), FA-kupa (1965, 1974), UEFA-kupa (1973)
Az 1959 decemberében kinevezett skót Bill Shankly még csak egy szép múltú, másodosztályú csapatot vett át, de munkásságának köszönhetően 15 évvel később Európa egyik élcsapatának a padjáról vonulhatott vissza. Érkezése után rövid időn belül huszonnégy játékost bocsátott el a klubtól, helyükre leigazolta két honfitársát, Ian St Johnt és Ron Yeatset (a Motherwelltől és a Dundee Unitedtól), valamint ő építette be a csapatba a csatár Roger Huntot, a szélső Ian Callaghant és a középső védő Gerry Byrne-t. Az 1961–62-es szezon kezdetére így összeállt az új csapat gerince. Ez volt Shankly harmadik éve a menedzseri székben, és ez végre meghozta az elvárt sikereket is: az egyesület nyolc ponttal megnyerte a másodosztályt, feljutott az élvonalba, ahonnan azóta sem esett ki, sőt még a nyolcadik helynél sem végzett hátrébb.
1964-ben a Vörösök ismét elnyerték az élvonalbeli bajnoki trófeát, de ez az esztendő másról is híres, ekkor váltottak a piros-fehér szerelésről a mára legendássá vált tiszta vörösre, Shankly elmondása szerint azért, mert a játékosok így hatalmasabbnak, félelmetesebbnek tűnnek. Bár a bajnoki címet nem sikerült megvédeni, de kompenzációként egy régóta várt serleg került a vitrinbe: a Leeds United 2–1-es felülmúlásával sikerült elhódítani az FA-kupát. A klubtörténet első európai kupaszezonja pedig az Inter Milan elleni BEK elődöntőben ért véget, miután az anfieldi 3–1-es győzelem után idegenben 3-0-ra kikapott a csapat, így 4–3-as összesítéssel az olaszok jutottak a fináléba.
A következő évben a bajnoki cím visszatért a Mersey partjára, és a Liverpool története során először vehetett részt egy európai kupa döntőjében is, igaz a KEK-trófea végül a 2–1-re diadalmaskodó Borussia Dortmund otthonába került. Shankly ekkorra már a futball egyik legmagasabban jegyzett menedzserének számított, a csapatában pedig az angol bajnokság meghatározó játékosai szerepeltek, ettől függetlenül a szakember további erősítéseket tervezett. Szerencséjére a klubvezetők is partnerek voltak ebben, így hamarosan vörösbe öltözött több későbbi válogatott alapember is, a legfényesebb csillagok az érkezők közül kétségkívül Emlyn Hughes, Ray Clemence és Kevin Keegan voltak, mind alsóbb osztályú együttesektől érkeztek, hogy a hatvanas évek sikercsapatának tagjait fokozatosan felváltsák.
1973 végül elhozta az első nemzetközi sikert is az UEFA-kupa elhódításával, emellett a bajnoki cím is visszatért Liverpoolba. Az UEFA-kupa döntőjének első mérkőzése után, amikor a Liverpool könnyed, 3–0-s sikert aratott az Anfield-on, mindenki formalitásnak tartotta a visszavágót, de a német Borussia Mönchengladbach a visszavágón 2–0-ra nyert, de a sikert már nem tudták elvenni angol ellenfelüktől.
A következő esztendő ismét egy FA-kupa-győzelmet hozott, a Vörösök meggyőző, 3–0-s diadalt arattak a Newcastle United felett. Shankly ezután megdöbbentette a futballvilágot, mikor teljesen váratlanul bejelentette visszavonulását. A klub játékosai és szurkolói próbálták rávenni, hogy folytassa a munkát, egy helyi gyár munkásai még az általános sztrájkot is kilátásba helyezték. Shankly viszont kitartott elhatározása mellett és csatlakozott a klub szurkolóihoz a Kopban, és haláláig rendszeresen járt vissza nézőként az Anfieldra, a menedzseri teendőket pedig Bob Paisleyre hagyta.

## Bob Paisley (1974–1983)
Sikerei: bajnoki cím (1976, 1977, 1979, 1980, 1982, 1983), Ligakupa (1981, 1982, 1983), BEK (1977, 1978, 1981), UEFA-kupa (1976)
Shankly 55 éves segítőjét, Bob Paisleyt az 1974–75-ös szezonra nevezték ki menedzserré, miután elődjét nem sikerült rábeszélni a folytatásra. Bár a végtelenül szerény szakember sem tervezett sokáig maradni, csak addig, amíg meg nem találják Shankly méltó utódját, végül egészen 1983-ig ült a kispadon, és a skót mester művének tökéletes kiteljesítőjének bizonyult, hiszen a mindössze kilencéves regnálása alatt az angol futball történetének egyik legsikeresebb edzőjévé vált. Az egyetlen szezon, amelyikben nem nyert trófeát, az az első, az 1974–75-ös volt. A következő évben viszont már bajnoki címet és UEFA-kupa győzelmet ünnepelhettek vele a Vörösök, majd 1977 meghozta az áttörést: a bajnoki címvédés mellé Európa legrangosabb trófeáját, a BEK serleget is sikerült begyűjteni. A római fináléban a régi vetélytársat, a Borussia Mönchengladbachot sikerült felülmúlni 3–1-re, ez volt Kevin Keegan utolsó liverpooli mérkőzése. Egy évvel később, a londoni BEK döntőben sikerült megvédeni a címet, az FC Bruges elleni, 1–0-s mérkőzés mindent eldöntő gólját a Keegan pótlására igazolt, skót Kenny Dalglish szerezte.
Az 1978–79-es szezon új rekordok felállításával telt, hiszen miközben a csapat 68 pontjával bajnok lett, a 42 lejátszott ligameccsen mindössze 16 gólt kapott. A következő év ismét egy bajnoki címet tartogatott a Liverpool szurkolói számára. Paisley harmadik és egyben utolsó BEK diadalára 1981-ben került sor, a Real Madrid ellen az 1–0-s győzelmet jelentő gólt meglepetésre egy védő, Alan Kennedy szerezte. Az egyetlen hazai kupát abban az évben a Ligakupa elnyerése jelentette, itt egy másik védő, Alan Hansen találata hozta meg a végső sikert.
Az 1981. karácsony másnapján, a Manchester City ellen elszenvedett vereség következtében a csapat visszacsúszott az új bajnokságban a tizenkettedik helyre, de minden idők egyik legnagyobb feltámadásától vált hangossá az év, hiszen az ez után zsinórban érkező győzelmek eredményeképp bajnoki címmel ért véget az 1981–82-es évad, emellett a Ligakupában is sikerült ismét az élen végezni. Az idény során robbant be a köztudatba a walesi csatár, Ian Rush. A következő évben mind a bajnoki címet, mind a Ligakupa trófeát sikerült az Anfieldon tartani, ráadásul a Liverpool nyolc idénybeli vereségéből ötöt a bajnoki cím bebiztosítása után szenvedett csak el a csapat, miközben a ligát tizenegy ponttal nyerték meg.
A szurkolók nagy kérdése a szezon végén az volt, hogy ki fogja pótolni Bob Paisleyt. Visszavonulása előtt huszonegy trófeát szerzett meg a csapattal, köztük BEK serlegek, UEFA-kupa diadal, bajnoki címek, és zsinórban három Ligakupa, mindössze kilenc év alatt! A Paisley-korszak idején egy új sztárgeneráció jelent meg, elég csak Graeme Souness, Ian Rush, Alan Hansen vagy Kenny Dalglish nevét említeni.

## Joe Fagan (1983–1985)
Sikerei: bajnoki cím (1984), Ligakupa (1984), BEK (1984)
A 63 éves veterán edző, Joe Fagan ült a menedzseri székbe Paisley nyugdíjba vonulása után és irányítása első évében a Liverpool az első olyan angol klubbá vált, amelyik egy szezonon belül három jelentős trófeát is meg tudott nyerni, a bajnokságot, a BEK-et és a Ligakupát.
Mindössze két évig munkálkodott, mielőtt beadta lemondását, de az első évében (1983–84) az angol futball egyik legnagyobb rekordját állította fel a csapata. Zsinórban negyedik alkalommal végzett a Liverpool a Ligakupa élén, zsinórban harmadszor szerezte meg a bajnoki címet és nyolc év alatt negyedszer ülhetett fel Európa trónjára, nagyban köszönhetően annak, hogy Fagan gyorsan megtalálta a hangot a Paisley-érában összekovácsolódott csapattal. Fagan regnálása idején érett be igazán az 1980-ban a Chestertől igazolt ifjú csatárcsillag, Ian Rush is, Európa egyik legjobb góllövőjévé nőve ki magát.
Fagan második és egyben utolsó szezonjában a csapat elveszítette a bajnoki címet a városi rivális Everton ellenében (az utolsó négy mérkőzés már tét nélkül zajlott). Ismét bejutottak viszont a BEK döntőjébe, ahol az olasz bajnok Juventus várt rájuk a brüsszeli Heysel Stadionban rendezendő mérkőzésen. A kezdősúgás előtt összecsapás alakult ki az olasz és az angol szurkolók között, és egy leomló oldalfal következtében 39, többségében itáliai drukker életét vesztette. A tragikus események visszhangjaként az UEFA meghatározatlan időre az összes angol csapatot kitiltotta az európai kupákból, végül csak 1990-ben térhettek vissza, a Liverpool pedig csak 1991-ben.
Fagan a Heysel-tragédia után visszavonult, őt – a Liverpool története során először – játékos-menedzserként a klub csatára, Kenny Dalglish követte.

## Kenny Dalglish (1985–1991)
Sikerei: bajnoki cím (1986, 1988, 1990), FA-kupa (1986, 1989)
Fagan távozása után tehát a csatár Kenny Dalglish kapta meg a menedzseri posztot, aki ekkor már világklasszis támadó volt és most lehetőséget kapott arra, hogy edzőként is bizonyíthasson. Dalglish első szezonja – az 1985–86-os – nem is sikerülhetett volna jobban, hiszen a Vörösök az Evertont, a West Ham Unitedet és a Manchester Unitedet megelőzve megnyerték a bajnoki címet. A városi szomszéd felett, az FA-kupa döntőjében aratott 3–1-es győzelemnek köszönhetően a Liverpoolnak harmadikként sikerült a huszadik század során egy idényen belül elhódítani a liga- és a kupa aranyat is. Dalglish – kora ellenére – ekkor még mindig az egyik legjobb támadónak számított, és Ian Rush-sal alkotott csatárduójukat egész Anglia rettegte.
Az 1986–87-es szezon viszont trófea nélkül maradt, miután a bajnoki serleg az Everton vitrinjébe került, a Ligakupa döntőjében pedig az Arsenal kerekedett felül. A kilátások pedig még kevésbé voltak vonzóak a következő év szempontjából, hiszen Ian Rush 3,2 millió font ellenében a Juventushoz igazolt.
A walesi helyére 750 ezer fontért igazolt John Aldridge viszont gyorsan elhallgattatta a kétkedőket, hiszen a klub házi gólkirályaként segítette az 1987–88-as esztendőben bajnoki címhez a Liverpoolt, amely kilenc ponttal előzte meg a Manchester Unitedet, úgy, hogy mindössze kétszer szenvedett vereséget a szezonban. Az újonnan szerződtetett csatár, John Barnes az Év játékosa kitüntetést kapta meg. Az idény árnyoldalát egyedül a Wimbledon ellen a Wembleyben, az FA-kupa döntőjében elszenvedett váratlan, 1–0-s vereség jelentette. A Liverpool ekkor már több mint húsz éve az európai labdarúgás egyik legerősebb csapata volt, miközben a Wimbledon mindössze tizenegy éve csatlakozott a Futball Ligához és csak két éve jutott fel az élvonalba.
Az 1988–89-es idényre, a Juventusnál tett sikertelen kitérő után visszatért Ian Rush is és sokáig úgy tűnt, hogy sikerül megismételni a két évvel korábbi duplázást. Az FA-kupa elhódítása sikerült is az Everton elleni döntőben (3–1), de a bajnoki cím az utolsó forduló utolsó percében elúszott. Az Anfieldon – a később a Liverpoolhoz csatlakozó – Michael Thomas utolsó percben szerzett találatának köszönhetően az Arsenal 2–0-s sikert aratott, azonos pontszám mellett, és mivel a gólkülönbség is azonos volt, a több lőtt góljuknak köszönhetően az Ágyúsok ünnepelhettek.
De az idényt leginkább a Hillsborough-tragédia árnyékolta be. 1989. április 15-én, mikor a Liverpool a Nottingham Forest ellen játszott FA-kupa elődöntőt Sheffieldben, a túlzsúfolt lelátókon több száz szurkoló préselődött a lelátókat a pályától elválasztó kerítéshez. Kilencvennégyen haltak meg aznap, a kilencvenötödik áldozat négy nappal később hunyt el, a kilencvenhatodik pedig négy évig feküdt kórházban, mikor egy törvénymódosításnak köszönhetően engedélyezték, hogy lekapcsolják a lélegeztető-gépről. A tragédia okait vizsgáló Taylor-jelentés végül megállapította, hogy a történtekért a rossz rendőri szervezés a felelős.
Az 1989–90-es évben Dalglish öt év alatt harmadszor juttatta élvonalbeli bajnoki címhez a csapatot, de, bár az angol csapatokat sújtó eltiltást feloldották a következő évre, a Liverpoolnak még egy évig bűnhődnie kellett, így nem indulhatott el a BEK serlegért.
1991. február 22-én, miközben a Liverpool az Arsenallal folyó, kétesélyes bajnoki küzdelem felénél járt, egy nappal az Everton elleni, 4–4-re végződő FA-kupa-mérkőzést követően (ahol az ellenfél négyszer egyenlített a Liverpool vezető gólja után), bombaként robbant a hír: Dalglish benyújtotta lemondását a klubvezetésnek. Bár a hír mindenkit sokkolt, nem kellett magyaráznia döntésének okát: a Hillsborough-ban történt események miatt láthatóan megviselt mester nem tudott tovább a menedzseri poszt nyomásával együtt élni, pihenésre volt szüksége. Utódja az eddigi edző, Ronnie Moran lett arra a néhány hétre, amíg ki nem nevezték Graeme Sounesst menedzsernek. A Liverpool végül második helyen végzett a bajnokságban, a 38 mérkőzésen mindössze egy vereséget szenvedő Arsenal mögött.

## Graeme Souness (1991–1994)
Sikerei: FA-kupa (1992)
Souness liverpooli menedzser-karrierje emlékezetes rajtot vett, hiszen rögtön első teljes szezonja végén FA-kupa sikerre vezette a csapatot, amivel indulási jogot szerzett a következő évi KEK-sorozat küzdelmeibe. Számos meghatározó játékost küldött el a csapattól és a helyükre meggondolatlanul drágán vásárolt labdarúgók sokszor nem állták meg a helyüket, különösen, ha az olyan fiatal tehetségekkel hasonlítjuk őket össze, mint Robbie Fowler, Steve McManaman vagy Jamie Redknapp. A veterán csatár, Ian Rush, korát meghazudtoló módon továbbra is rugdosta a gólokat, a hosszú idő óta a klub alkalmazásában álló kapus, Bruce Grobbelaar viszont egyre inkább kiszorult a feltörekvő, rendkívül tehetségesnek tartott David Jamesszel szemben.
A Premier League történetének első szezonját a hatodik helyen zárta a Liverpool, és ami különösen elszomorította a szurkolókat, az az, hogy a csapatnak esélye sem volt beleszólni a bajnoki cím alakulásába. Az 1993–94-es bajnokság során sem változott ez meg, és a Bristol City elleni sokkoló FA-kupa búcsú után 1994 januárjában Souness lemondott.
Liverpooli menedzseri ideje alatt Souness szívproblémákkal küzdött, közvetett módon ez is hozzájárult ahhoz, hogy kiesett a szurkolók kegyeiből. Történt ugyanis, hogy a háromszoros bypass műtétjének és felépülésének történetét jó pénzért a The Sun című bulvárlapnak adta el, annak az újságnak, amelyiket (szurkolói hovatartozás nélkül, egyöntetűen) egész Liverpool bojkottált a Hillsborough-tragédiával kapcsolatos hazugságaik és erkölcstelen magatartása miatt.

## Roy Evans (1994–1998)
Sikerei: Ligakupa (1995)

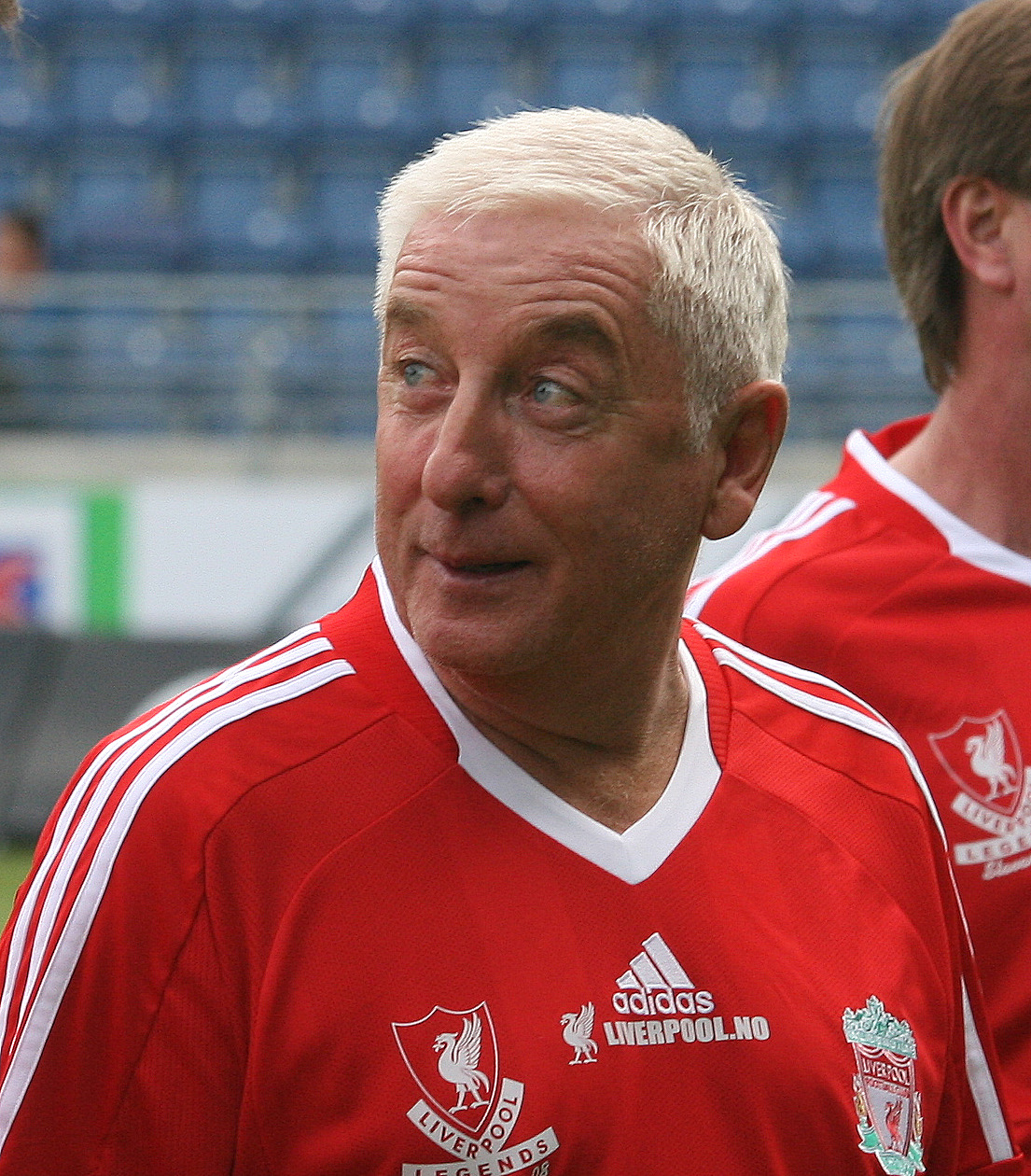
Roy Evans

Souness-t a „Boot Room” generáció vereránja és egyben utolsó tagja, Roy Evans váltotta a menedzseri székben. Evans az ötvenes évek vége óta állt a klub alkalmazásában, tehát erősen kötődött az egyesülethez. Az 1993–94-es szezont viszont már nem tudta megmenteni, kiábrándító módon a csapat mindössze a nyolcadik helyet szerezte meg a tabellán, igaz Robbie Fowler 29 találatának köszönhetően a fiatal csatár megkapta az Év legjobb fiatal játékosa díjat. Első teljes szezonjában a negyedik helyet érte el a Premiershipben és a Bolton Wanderers 2–1 arányú legyőzésével sikerült elnyerni a Ligakupát is.
1995 nyarán a Liverpool angol rekordnak számító, 8,5 millió fontot fizetett a Nottingham Forestnek Stan Collymore játékjogáért. Fowler és Collymore hatásos csatárpárost alkottak, aminek következtében a veterán támadó, Ian Rush a szezon nagy részében a kispadra szorult, végül ingyen távozott a Leeds Unitedhez. Sokáig úgy tűnt, hogy a csapat jó úton jár, hiszen hosszú idő után versenyben volt a duplázásért – egészen az utolsó hetekig. Végül viszont a bajnokságban csak a harmadik hely jött össze, tizenegy ponttal lemaradva a Manchester United és héttel a második helyezett Newcastle United mögött, az FA-kupa döntőjében pedig a MU győzedelmeskedett, 1–0 arányban. Ennek ellenére a Liverpool ismét visszatért a magasan jegyzett csapatok közé, és ismét vonzóvá vált a topjátékosok körében, miközben Fowler, McManaman és Redknapp pályájuk csúcsán álltak.
Az 1996–97-es idény is biztatóan telt, hiszen a csapat sokszor a Premiership élére állt, de végül mégis mindössze a csalódást jelentő negyedik helyre futottak be, és a kupavigasz sem jött össze, bár sokáig élt a remény, hogy történetének első KEK diadalát elérheti az egylet, de az elődöntőben a Paris St Germain megálljt parancsolt. A játékosok pályán kívüli kicsapongó életvitele és a pályán mutatott, várakozáson aluli teljesítménye következtében hamarosan a „Spice Boys” gúnynevet ragasztották a Liverpoolra.
Az 1997–98-as szezon végén négy év alatt másodszor végeztek a Vörösök a harmadik helyen, az év legfényesebb emlékét viszont egyértelműen a saját nevelésű csatár, Michael Owen köztudatba való berobbanása jelentette. Owen a maga 18 góljával a Premiership megosztott gólkirálya és az évszázad legfiatalabb angol válogatottja lett, valamint megkapta az Év legjobb fiatal játékosa díjat is.

## Gérard Houllier (1998–2004)
Sikerei: FA-kupa (2001), Ligakupa (2001, 2003), FA Charity Shield (2001),  UEFA-kupa (2001), UEFA-szuperkupa (2001)

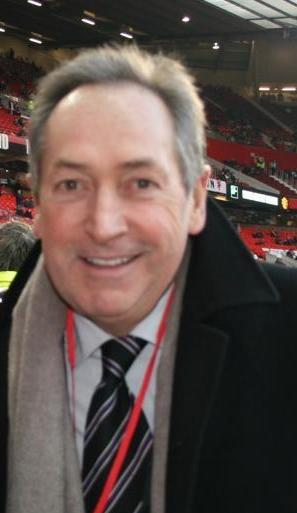
Gérard Houllier

Gérard Houllier-t, a francia válogatott korábbi szövetségi kapitányát az 1998–99-es szezon kezdete előtt nevezték ki, mint Evans társmenedzserét. Evans viszont hamarosan úgy érezte, hogy ez az együttműködés nem megy, ezért novemberben lemondott. A francia első éve viszont a várakozásokon alul végződött, a Liverpool mindössze a hetedik lett a bajnokságban, így még az UEFA-kupába sem jutott be a csapat.
A 2000–01-es idény viszont hosszú évek óta a legsikeresebb volt, Owen, Fowler, Steven Gerrard és Sami Hyypiä vezérletével a csapat a harmadik helyen végzett a Premier League-ben, aminek köszönhetően először nyertek indulási jogot a Bajnokok Ligájába. Ez az év még három kupát is hozott a vitrinbe, hiszen a Liverpool megnyerte mind a Ligakupát, mind az FA-kupát, mind pedig az Alavés ellenében az UEFA-kupát egy hihetetlenül változatos mérkőzésen, 5–4 arányban, arany(ön)góllal.
A 2001–02-es bajnokságot a második helyen zárták, ami 1991 óta a csapat legjobb helyezése, az év viszont Houllier mester szívproblémáiról marad emlékezetes, ami miatt az idény jelentős részében távol kellett maradnia csapattól.
2003 egy újabb Ligakupa győzelmet hozott az egyesületnek, de Houllier-nek ismét nem sikerült a hőn áhított bajnoki címet megszerezni, a Vörösök harminc ponttal maradtak el a bajnok Arsenaltól. Bár regnálása alatt háromszor is sikerült bejutni a Bajnokok Ligájába, a szurkolók úgy érezték, hogy a túlzottan konzervatív és védekező stílusa miatt a csapat nem képes versenyre kelni a két nagymenővel. Uralma idejéhez fűződik a Liverpool leghosszabb nyeretlenségi sorozata a Premier League-ben. A 2003–04-es szezon után végül a vezetőség a váltás mellett döntött, a franciának távoznia kellett.

## Rafael Benítez (2004–2010)
Sikerei: FA-kupa (2006), FA Community Shield (2006), Bajnokok Ligája (2005), UEFA-szuperkupa (2005)

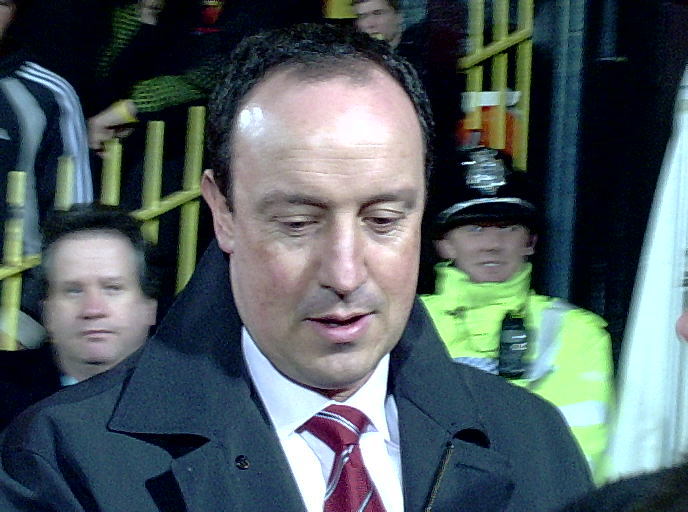
Rafael Benítez

Rafael Benítez vette át Houllier-től a stafétabotot, a Valenciával elért két bajnoki cím és UEFA-kupa diadal megfelelő ajánlólevélnek bizonyult a vezetőség felé. Bár a bajnoki küzdelem a kiábrándító ötödik helyezéssel zárult, az idény mégis egy meglepő siker miatt emlékezetes marad. Több fantasztikus mérkőzés után meglepetésre a Liverpool bejutott a Bajnokok Ligája döntőjébe, ahol minden idők legnagyobb feltámadását bemutatva, a félidei 0–3 után kiegyenlítettek és büntetőkkel győztek az olasz AC Milan ellen.
A győzelem egy újabb problémát vetett fel, hiszen a versenykiírás egymásnak ellentmondó szabályai miatt sokáig kétséges volt, hogy a címvédő – amelyiknek normál esetben bajnoki helyezéstől függetlenül járt a BL indulás joga, kivéve az angol, az olasz és a spanyol bajnokság esetében – Vörösök elindulhatnak-e a 2005–06-os kiírásban, végül a döntés értelmében bebocsátást nyertek az elitsorozatba, de az első selejtezőkörben kellett kezdeni a küzdelmeket.
A Bajnokok Ligája győzteseként, Európát képviselve a csapat részt vett a második alkalommal kiírt klubvilágbajnokságon, ahol a döntőben 1–0-ra kikapott a brazil Sao Paulo-tól. A bajnoki szezont végül a harmadik helyen zárta a klub, a megszerzett 82 pont a legjobb eredmény 1988 óta, valamint a legmagasabb pontszám, amivel valaha egy csapat a harmadik helyen végzett a bajnokságban. Az idény végén FA-kupa diadalnak örülhetett a liverpooli szurkolótábor (a West Ham United ellen, 3–3 után, büntetőkkel), a Manchester United legyőzése a sorozatban pedig egy 85 éves átoknak vetett véget, hiszen utoljára 1921-ben jutott túl ősi riválisán a Liverpool a kupában.
A 2006–07-es szezont ismét a harmadik helyen zárták, és miután a Bajnokok Ligája döntőjében az AC Milan 2–1-re legyőzte Benítez fiait, ez az év jelentős trófea megszerzése nélkül zárult.
A következő néhány szezon során sem nyert a csapat trófeát, legjobb eredményük egy bajnoki második hely volt 2009-ben, majd egy Európa-liga-elődöntő 2010-ben. Az évad végén Benítez lemondott vezetőedzői posztjáról, s az olasz bajnok Internazionale csapatához szerződött.

## Roy Hodgson (2010–2011)
Az új edző a Fulhamet az Európa-liga döntőjébe juttató angol Roy Hodgson lett, aki 3 évre írt alá a Liverpool FC-hez.

## Kenny Dalglish (2011–2012)
Játékosként és edzőként már korábban is erősítette a Poolt, így a sikertelen szereplés miatt 2011 januárjában menesztett Hodgson helyett vele igyekeztek visszaállítani a Liverpool kicsit megkopott dicsőségét. Sajnos neki sem sikerült a csoda, így 2012 júliusában az ő helyére is új edző érkezett Brendan Rodgers személyében.

## Brendan Rodgers (2012–)
Kenny Dalglisht váltotta Rodgers, aki már a nyári átigazolási szezonban elkezdte a csapat megerősítését, amit nem új sztárokkal, hanem kiscsapatoktól vásárolt és kölcsönzött tehetséges játékosokkal képzel el.

## 2007 – A tulajdonosváltás
2006 decemberében a Liverpool FC közleményben jelentette be, hogy a Dubai Investment Capital nevű cég 450 millió fontos vételi ajánlattal állt elő az évek óta befektetőket kereső egyesületre. Már mindenki elkönyvelte, hogy az üzlet végbemegy, mikor Rick Parry, a klub igazgatója bejelentette, hogy két amerikai mágnás, George Gillett és Tom Hicks egy kedvezőbb ajánlattal állt elő, az egyesület pedig nem óhajtja elkapkodni a befektető kiválasztását.
A 2007. február 6-án, helyi idő szerint 14 órakor tartott sajtótájékoztatón bejelentették, hogy a Liverpool FC igazgatósága azt javasolja David Moores elnöknek (51%) és a többi részvényesnek, hogy részesedésüket adják el a két amerikainak. A tulajdonosváltás során Moores 175 millió dollárt kapott, a befektetők kifizették a klub 80 millió fontos tartozását és garanciát vállaltak egy 215 millió fontos új stadion felépítésére is, így az adásvétel összege 470 millió fontra emelkedett. Az amerikaiak költségei azóta tovább nőttek, hiszen részvényenként 5000 fontos áron felvásárolták a kisbefektetők részesedését is, valamint az áttervezett stadion költségei is felemelkedtek, 400 millió fontra. Székfoglalójukban Hicks és Gillett bejelentették, hogy az új aréna nevét eladásra kínálják egy olyan összegért, amiből évente egy nagynevű játékos költségeit tudják finanszírozni.

## UEFA-kritikák a Liverpool szurkolói felé
A Heysel stadionban történt tragédia után az összes angol csapatot kitiltották meghatározatlan időre az európai kupaporondról, a Liverpoolt pedig további három évig, ezzel az UEFA nyilvánosan is kizárólagosan a Liverpool szurkolóit tette meg az események felelősének. A pluszbüntetést idővel egy évre csökkentették, de nem törölték el, aminek következtében a csapat nem tudott elindulni az 1990-91-es BEK sorozatban.
2007. június 4-én az UEFA szóvivője, William Gaillard egy interjúban, egy UEFA felmérésre hivatkozva a Liverpool drukkereit „Európa legrosszabb szurkolóinak” nevezte meg.
A nagy nyilvánosságot kapott riportban Gaillard azt állította, hogy a fanatikusok „jegyeket loptak gyerekektől” és „belépő nélkül próbáltak meg bejutni a mérkőzésekre”. Gaillard továbbá kijelentette, hogy van egy 2003 óta Európa rendőrségei által összeállított, 25, Liverpool szurkolók által elkövetett incidenst tartalmazó listája is.
Rick Parry, a Liverpool igazgatója válaszában kifejtette, hogy a beléptető-rendszer nélküli stadionok nem alkalmasak jelentős döntők megrendezésére.
A társtulajdonos Tom Hicks Gillardot egy „bohócnak” nevezte és kijelentette, hogy „ez egy klasszikus példája annak, amikor egy bürokrata igyekszik magáról elterelni a felelősséget. Nem kezelték jól a döntő ügyét, nem figyeltek a jegyekre, emiatt sajnos sok hamis belépő került forgalomba.”
Június 6-án az UEFA elnöke, Michel Platini is megszólalt a vádakkal kapcsolatban, kijelentette: „Nem, nem ők [a Liverpool szurkolók] Európa legrosszabbjai… Ezt hivatalosan is kijelenthetem, nem ők a legrosszabbak.”
Június 7-én az európai szövetség a szóban forgó jelentést eljuttatta a brit sportügyekért felelős miniszternek, Richard Carbonnak, de ez nem tartalmazott semmilyen huszonötös listát, ezután a miniszter és Platini egyaránt lezártnak tekintette az ügyet. Gaillardot megbüntették a kijelentése miatt, amiről ő is elismerte, hogy nem volt igaz.

## Az elnyert jelentős trófeák időrendi sorrendben
- 1901: bajnoki cím (menedzser: T. Watson)
- 1906: bajnoki cím (menedzser: T. Watson)
- 1922: bajnoki cím (menedzser: D. Ashworth)
- 1923: bajnoki cím (menedzser: M. McQueen)
- 1947: bajnoki cím (menedzser: G. Kay)
- 1964: bajnoki cím (menedzser: B. Shankly)
- 1965: FA-kupa (menedzser: B. Shankly)
- 1966: bajnoki cím (menedzser: B. Shankly)
- 1973: UEFA-kupa, bajnoki cím (menedzser: B. Shankly)
- 1974: FA-kupa (menedzser: B. Shankly)
- 1976: UEFA-kupa, bajnoki cím (menedzser: B. Paisley)
- 1977: BEK, bajnoki cím (menedzser: B. Paisley)
- 1978: BEK (menedzser: B. Paisley)
- 1979: bajnoki cím (menedzser: B. Paisley)
- 1980: bajnoki cím (menedzser: B. Paisley)
- 1981: BEK, Ligakupa (menedzser: B. Paisley)
- 1982: bajnoki cím, Ligakupa (menedzser: B. Paisley)
- 1983: bajnoki cím, Ligakupa (menedzser: B. Paisley)
- 1984: BEK, bajnoki cím, Ligakupa (menedzser: J. Fagan)
- 1986: bajnoki cím, FA-kupa (menedzser: Kenny Dalglish)
- 1988: bajnoki cím (menedzser: K. Dalglish)
- 1989: FA-kupa (menedzser: K. Dalglish)
- 1990: bajnoki cím (menedzser: K. Dalglish)
- 1992: FA-kupa (menedzser: Greame Souness)
- 1995: Ligakupa (menedzser: Roy Evans)
- 2001: UEFA-kupa, FA-kupa, Ligakupa, UEFA-szuperkupa (menedzser: Gérard Houllier)
- 2003: Ligakupa (menedzser: G. Houllier)
- 2005: Bajnokok Ligája, UEFA-szuperkupa (menedzser: Rafael Benítez)
- 2006: FA-kupa (menedzser: R. Benítez)
- 2012: Angol labdarúgó-ligakupa (menedzser: Jürgen Klopp)
- 2019: UEFA-Bajnokok Ligája, UEFA-Klubvilágbajnokság (menedzser: J. Klopp)
- 2020: bajnoki cím (J. Klopp)
- 2022: Angol labdarúgó-ligakupa, FA kupa (menedzser: J. Klopp)

## Lásd még
- A Liverpool történetének meghatározó játékosai
- A Liverpool eredményei kronológiai sorrendben
- A Liverpool eredményei a nemzetközi kupákban
- Heysel-tragédia
- Hillsborough-tragédia